# Trochomeria polymorpha
Trochomeria polymorpha là một loài thực vật có hoa trong họ Cucurbitaceae. Loài này được (Welw.) Cogn. miêu tả khoa học đầu tiên năm 1881.